# Psorya hadesia
Psorya hadesia är en fjärilsart som beskrevs av William Schaus 1923. Psorya hadesia ingår i släktet Psorya och familjen nattflyn. Inga underarter finns listade.